# Hull FC
Hull Football Club es un equipo profesional de rugby league de Inglaterra con sede en la ciudad de Kingston upon Hull.
Participa anualmente en la Super League, la principal competición de la disciplina en el país.
El equipo hace como local en el KCOM Stadium, con una capacidad de 25.400 espectadores.

## Historia
El equipo fue fundado en 1865, siendo uno de los clubes fundadores de la Rugby Football League, la asociación inglesa de rugby league.
El equipo participó en la primera edición del campeonato inglés de rugby league, finalizando en la octava posición.
Durante su larga historia, el club ha logrado 6 campeonatos nacionales y 5 copas nacionales.

## Palmarés
- Super League (6): 1920, 1921, 1936, 1956, 1958, 1983
- Challenge Cup[2] (5): 1914, 1982, 2005, 2016, 2017
- RFL Championship Second Division (2): 1976-77, 1978–79